# الإله في المحاكمة (فلم)
الإله في المحاكمة (بالإنجليزية: God on Trial) هو فيلم دراما تم إنتاجه في المملكة المتحدة وصدر سنة 2008 بطولة ستيلان سكارسغارد ودومينيك كوبر وستيفن ديلان.

## القصة
تدور أحداث الفيلم في أحد أماكن الاحتجاز داخل معسكرات النازية فترة حكم (أدولف هتلر)، حيث قررت مجموعة متنوعة للغاية –من حاخام ومثقفين وملحدين ومتحمسين دينيا تعود جميع أصولهم إلى اليهودية– محاكمة الإله على ما آلت إليه أمورهم.

## روابط خارجية
مقالات تستعمل روابط فنية بلا صلة مع ويكي بيانات